# Liste der Kulturdenkmale in Kiischpelt
In der Liste der Kulturdenkmale in Kiischpelt sind alle Kulturdenkmale der luxemburgischen Gemeinde Kiischpelt aufgeführt (Stand: 15. Juli 2025).

## Kulturdenkmale nach Ortsteil

### Enscheringen
| Bild                                    | Bezeichnung                             | Lage                       | Beschreibung | Stufe | Eingetragen seit  |
| --------------------------------------- | --------------------------------------- | -------------------------- | ------------ | ----- | ----------------- |
| Gebäude                                 | Gebäude                                 | 2, bei der Kierch (Karte)  |              | PCN   | 22. November 2019 |
| ehemaliger Bauernhof mit Weg und Brücke | ehemaliger Bauernhof mit Weg und Brücke | 1, Freresmillen (Karte)    |              | PCN   | 11. Mai 2020      |
|                                         | ehemalige Gerberei                      | 16, Ënnescht Duerf (Karte) |              | PCN   | 2. Juni 2021      |
|                                         | „Loumillen“                             | (Karte)                    |              | PCN   | 27. Januar 2023   |
|                                         | Bauernhof                               | 10, Ënnescht Duerf (Karte) |              | PCN   | 3. Juli 2024      |

### Kautenbach
| Bild                 | Bezeichnung          | Lage                                   | Beschreibung | Stufe | Eingetragen seit  |
| -------------------- | -------------------- | -------------------------------------- | ------------ | ----- | ----------------- |
| Weitere Bilder       | Schüttburg           | „bei dem Schiebourger Schloss“ (Karte) |              | PCN   | 26. Oktober 2001  |
| ehemaliger Bauernhof | ehemaliger Bauernhof | 2, Konstemerstrooss (Karte)            |              | IS    | 1. September 2017 |

### Lellingen
| Bild                         | Bezeichnung                  | Lage                                           | Beschreibung | Stufe | Eingetragen seit   |
| ---------------------------- | ---------------------------- | ---------------------------------------------- | ------------ | ----- | ------------------ |
| Gebäude                      | Gebäude                      | 4, bei Hencksebreck (Karte)                    |              | PCN   | 6. März 2009       |
| Weitere Bilder               | Kapelle St-Pierre            | Burrewee (Karte)                               |              | PCN   | 8. Januar 2021     |
| Gelände mit gelben Narzissen | Gelände mit gelben Narzissen | bewaldete Anhöhe östlich von Lellingen (Karte) |              | IS    | 18. März 1971      |
|                              | Gelände                      | Schraupegaass (CR323) (Karte)                  |              | IS    | 5. August 2011     |
| Kapelle                      | Kapelle                      | „op der Tomm“ (Karte)                          |              | IS    | 29. September 2014 |

### Merkholz
| Bild | Bezeichnung | Lage                    | Beschreibung | Stufe | Eingetragen seit |
| ---- | ----------- | ----------------------- | ------------ | ----- | ---------------- |
|      | Gebäude     | 7, Duerfstrooss (Karte) |              | PCN   | 23. Oktober 2020 |
|      | Bauernhof   | 25, am Dellewee (Karte) |              | IS    | 6. Februar 2017  |

### Pintsch
| Bild                   | Bezeichnung               | Lage                              | Beschreibung | Stufe | Eingetragen seit |
| ---------------------- | ------------------------- | --------------------------------- | ------------ | ----- | ---------------- |
| Weitere Bilder         | Kirche und alter Friedhof | Houserstrooss (Karte)             |              | PCN   | 6. Mai 1980      |
| Orgel der Pfarrkirche  | Orgel der Pfarrkirche     | Houserstrooss (Karte)             |              | PCN   | 7. Dezember 2001 |
| Gerberei mit 24 Gruben | Gerberei mit 24 Gruben    | „bei der Pintscher Bruck“ (Karte) |              | IS    | 3. Dezember 1968 |

### Wilwerwiltz
| Bild                                          | Bezeichnung                                   | Lage                      | Beschreibung                        | Stufe | Eingetragen seit |
| --------------------------------------------- | --------------------------------------------- | ------------------------- | ----------------------------------- | ----- | ---------------- |
| Gebäude                                       | Gebäude                                       | 1, Burregaass (Karte)     | Teil des alten Schlosses Wilwerwitz | PCN   | 18. März 2011    |
| Turm des alten Schlosses Wilwerwitz           | Turm des alten Schlosses Wilwerwitz           | 1, Burregaass (Karte)     |                                     | PCN   | 23. März 2012    |
|                                               | Gebäude                                       | 7, Op Léirech (Karte)     |                                     | PCN   | 27. Februar 2024 |
| Seitenaltäre der neuen Kirche von Wilwerwiltz | Seitenaltäre der neuen Kirche von Wilwerwiltz | (Karte)                   |                                     | IS    | 7. Januar 1964   |
| Max-Goergen-Haus                              | Max-Goergen-Haus                              | 3, an Aasselbaach (Karte) |                                     | IS    | 15. Februar 2010 |

Legende: PCN – Immeubles et objets bénéficiant des effets de classement comme patrimoine culturel national; IS – Immeubles et objets inscrits à l’inventaire supplémentaire

## Quelle
- Liste des immeubles et objets beneficiant d’une protection nationales, Nationales Institut für das gebaute Erbe, Fassung vom 11. Juli 2022, S. 59 ff. (PDF)

- Karte mit allen Koordinaten:
- OSM |
- WikiMap

Bad Mondorf |
Bartringen |
Bauschleiden |
Bech |
Beckerich |
Befort |
Berdorf |
Bettemburg |
Bettendorf |
Betzdorf |
Bissen |
Biwer |
Burscheid |
Bous-Waldbredimus |
Clerf |
Colmar-Berg |
Consdorf |
Contern |
Dalheim |
Diekirch |
Differdingen |
Dippach |
Düdelingen |
Echternach |
Ell |
Ernztalgemeinde |
Erpeldingen an der Sauer |
Esch an der Alzette |
Esch an der Sauer |
Ettelbrück |
Fels |
Feulen |
Fischbach |
Flaxweiler |
Frisingen |
Garnich |
Goesdorf |
Grevenmacher |
Grosbous-Wahl |
Habscht |
Heffingen |
Helperknapp |
Hesperingen |
Junglinster |
Käerjeng |
Kayl |
Kehlen |
Kiischpelt |
Koerich |
Kopstal |
Lenningen |
Leudelingen |
Lintgen |
Lorentzweiler |
Luxemburg |
Mamer |
Manternach |
Mersch |
Mertert |
Mertzig |
Monnerich |
Niederanven |
Nommern |
Parc Hosingen |
Petingen |
Préizerdaul |
Pütscheid |
Rambruch |
Reckingen/Mess |
Redingen/Attert |
Reisdorf |
Remich |
Roeser |
Rosport-Mompach |
Rümelingen |
Saeul |
Sandweiler |
Sassenheim |
Schengen |
Schieren |
Schifflingen |
Schüttringen |
Stadtbredimus |
Stauseegemeinde |
Steinfort |
Steinsel |
Strassen |
Tandel |
Ulflingen |
Useldingen |
Vianden |
Vichten |
Waldbillig |
Walferdingen |
Weiler zum Turm |
Weiswampach |
Wiltz |
Winseler |
Wintger |
Wormeldingen